# حادث (فلم)
حادث (بالإنجليزية: Accident) هو فيلم درامي نيجيري صدرَ عام 2013 من إنتاج وإخراج تيكو بنسون وبطولة كالو إيكيجو وشيوما تشوكوكا. فاز الفيلمُ بجائزةِ أفضل فيلمٍ نيجيري في حفل توزيعِ جوائز الأوسكار الأفريقي العاشر للأفلام، كما رُشِّحَ للمنافسة على ثلاث فئاتٍ في جوائز الترفيه النيجيرية لعام 2014. تدور قصّةُ الفيلم حول حياة محاميةٍ يقترب منها عميلٌ يسعى إلى الطلاق بسبب عدمِ رضاه عن علاقتهِ الجنسيّة مع شريكتهِ فيحصلُ حدثٌ غير متوقعٍ يؤدي إلى عدة عواقب.

## طاقم التمثيل
- شيوما تشوكووكا في دور شاي
- كالو إيكيجو في دور دون
- فريدريك ليونارد في دور تشيك
- ويل ماكولاي في دور المستشار
- كاساندرا أوديتا في دور أم أنجيلا
- بوكي بابالولا في دور آدا
- إريك أندرسون
- جورج ديفيدسون
- توب أوسوبا